# Kalmusia clivensis
Kalmusia clivensis är en svampart som först beskrevs av Berk. & Broome, och fick sitt nu gällande namn av M.E. Barr 1987. Kalmusia clivensis ingår i släktet Kalmusia och familjen Montagnulaceae.  Arten är reproducerande i Sverige. Inga underarter finns listade i Catalogue of Life.